# La herida del tiempo
La herida del tiempo é uma telenovela mexicana, produzida pela Televisa e exibida em 1962 pelo Telesistema Mexicano.

## Elenco
- Miguel Ángel Ferriz
- Angelines Fernández
- Miguel Córcega
- Aurora Molina